# Kraal

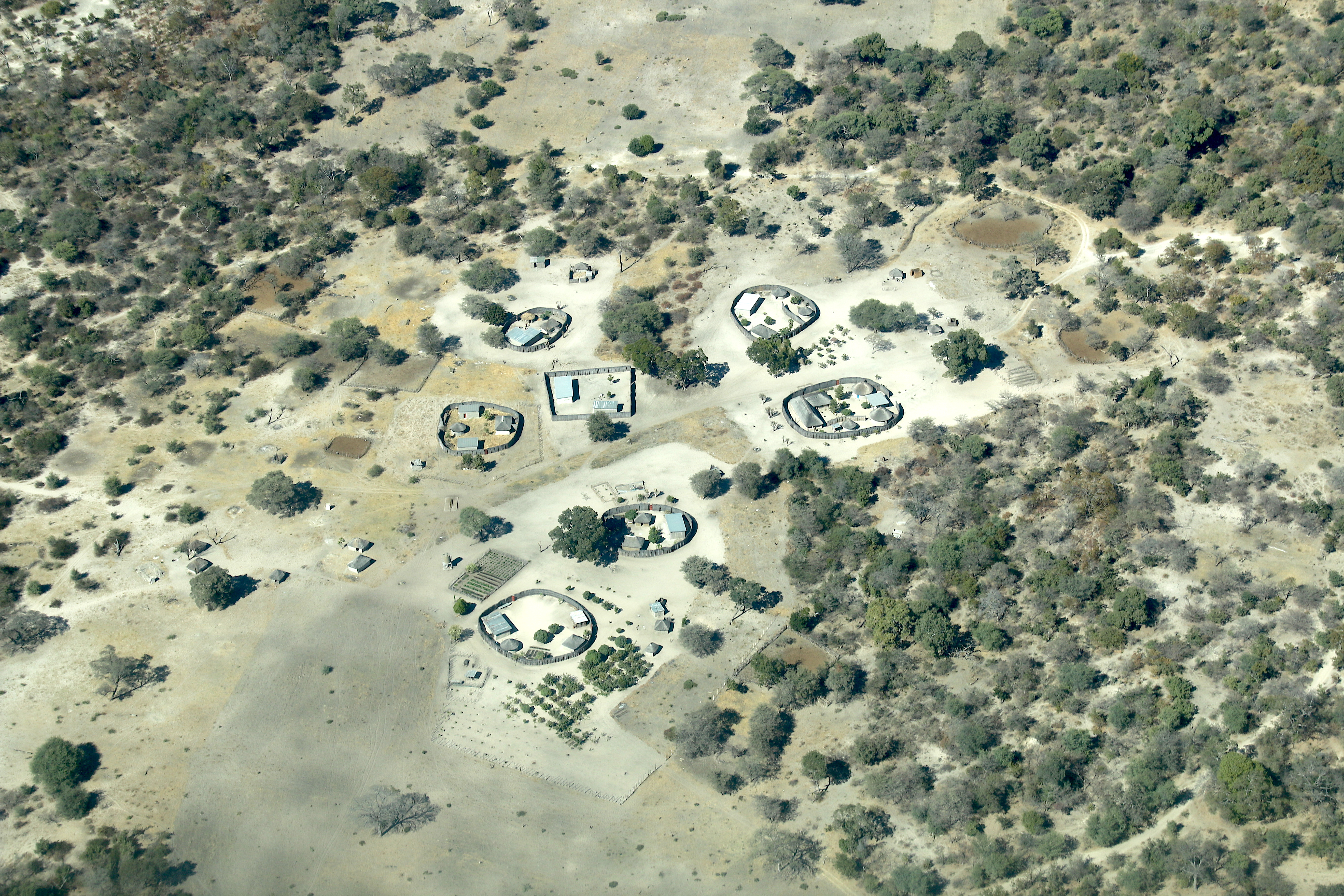
Kraal

Kraal – tradycyjny rodzaj osady w Afryce, głównie w krajach położonych nad Wielkimi Jeziorami (np. Rwanda, Angola). Rozróżnia się:
- Mały Kraal – osiedle jednej dużej poligamicznej rodziny, prowadzącej wspólną gospodarkę kopieniaczą. Poligamia panująca wśród ludów na tym szczeblu, powoduje powstawanie wielorodzinnych osiedli, czyli Dużych Kraali.
- Duży Kraal – skupienie małych kraali, do kilkuset domów. Są budowane wokoło okrągłego placu. Osady łączą się ze sobą ze względów bezpieczeństwa oraz w celu skupienia większej liczby ludności. Osada składa się z małych zagród otaczających duży plac z centralnie położonymi zabudowaniami wodza, często otoczone krzaczastym płotem. Tylko jedno lub dwa wejścia prowadzą do takiej osady i są dobrze ukryte w zaroślach. Osiedla wielorodzinne pojawiają się u ludów, które połączyły gospodarkę kopieniaczą z hodowlą.

Współcześnie nazwą kraala określa się przede wszystkim zagrodę dla bydła, która dawniej znajdowała się w środku osady.